# Ru van Veen
Ru van Veen (Amsterdam, 15 december 1912 – Purmerend, 26 mei 1988) was een Nederlands musicus. Hij kreeg, sinds 1953, vooral bekendheid als vaste begeleider (aan de piano) van cabaretier Wim Kan. Bekend was de uitdrukking: Wim Kan met Corry aan zijn zijde en Ru van Veen aan zijn vleugel. Met Wim Kan componeerde hij onder meer de liedjes: Waar gaan we in het nieuwe jaar naar toe?, Waardig over de drempel, Met me vlaggetje, me hoedje en me toeter en Spoken in Amsterdam.
Wim Kan over Ru van Veen: "Hij heeft een aangeboren gevoel voor taal, voor spreektaal, dat valt niet te leren. Zodra ik een tekst geschreven heb, gaan we samen bij de piano zitten en behoedzaam – woord voor woord, zinnetje na zinnetje – laat hij alles over zich komen. Hij luistert, hij wikt, hij weegt. Hij plaatst mijn woordkeus in zijn notenland."
Ru van Veen was gehuwd met cabaretière Sant Heijermans (tussen 1957-1963 lid van het ABC-cabaret).
Hij leidde onder andere de radioensembles Rurhythm (NCRV, later KRO) en Casse Musette. Ook speelde hij in, en arrangeerde voor, het Trocadero Salon Ensemble. Talloos zijn daarnaast de radio-uitzendingen waar hij decennialang zijn medewerking aan verleende als arrangeur en pianist.